# Earnscleugh ou Fraser River
La rivière Earnscleugh ou Fraser  (en =anglais : Earnscleugh River) est un cours d’eau de la région d’Otago dans l’Île du Sud de la Nouvelle-Zélande.

## Géographie
Elle prend naissance dans la chaîne du ‘Old Man Range’ et s’écoule vers le nord-est vers le ‘Barrage Fraser ‘, puis vers le sud-est jusqu’au fleuve Clutha à environ 4 km (2,5 miles) à l’ouest de la ville d’ Alexandra .

## Nom
Le nom d’”Earnscleugh” a été donné à la partie supérieure de la rivière. La partie inférieure de la rivière a été appelée : la rivière “Fraser”, d’après l’un des propriétaires de la station d’ » Earnscleugh Station, » William Fraser, qui introduisit les lapins dans cette région .